# Armadillidium carynthiacum
Armadillidium carynthiacum är en kräftdjursart som beskrevs av Karl Wilhelm Verhoeff 1939. Armadillidium carynthiacum ingår i släktet Armadillidium och familjen klotgråsuggor. Inga underarter finns listade i Catalogue of Life.